# Elezioni amministrative in Italia del 1923
Le elezioni amministrative italiane del 1923 furono le prime votazioni locali dopo la marcia su Roma.  L'appuntamento interessò sostanzialmente i comuni e le province le cui amministrazioni socialiste elette nel 1920 erano state abbattute dalle violenze delle squadre d'azione o dai commissariamenti imposti dai prefetti filo-fascisti.
Il vigente sistema elettorale maggioritario strutturava la competizione in maniera bipolare tra una coalizione di destra ormai egemonizzata dai fascisti in alleanza coi popolari e i liberali, e una coalizione socialista di sinistra, falcidiata però dai dissensi coi socialdemocratici e i comunisti. Il collegio unico delle comunali creava automaticamente in questo ambito larghe maggioranze consiliari, mentre a livello provinciale la ripartizioni per mandamenti poteva creare risultati più bilanciati.
Il successo della destra, e in molte realtà principalmente dei fascisti, fu universale. Dopo questa sessione elettorale, quella del 1924 fu rinviata per non accavallarsi con quella nazionale di quell'anno e spostata al 1925, tornata che vide il rinnovo dell'amministrazione comunale di Palermo, mentre le successive vennero cancellate dalle leggi fascistissime fino alla creazione delle figure del podestà e del preside.

## Comuni
Il sistema elettorale delle comunali era all'epoca ancora formalmente apartitico, basandosi tecnicamente sui soli voti di preferenza individuali. Data tuttavia l'estrema abbondanza di essi, dato che ogni elettore ne aveva in numero pari ai quattro quinti dei seggi consiliari, i partiti si organizzavano in liste di fatto, dato che ogni candidato invitava i propri sostenitori a votare anche per tutti i suoi compagni di coalizione. I risultati sottostanti non si riferiscono dunque ad un inesistente voto per i partiti, ma alla media dei voti dei candidati di ogni lista.

## Province
La ripartizione per mandamenti rendeva spesso le elezioni provinciali più equilibrate, perché forniva un numero limitato di voti di preferenza a ciascun elettore, non più di quattro e talvolta solo uno.

## Collegamenti
- Elezioni politiche italiane del 1924
- Legge amministrativa giolittiana